# Bochumer Anzeiger

Titelbild des Bochumer Anzeiger, 12. August 1929.

Der Bochumer Anzeiger war eine Tageszeitung in Bochum. Sie erschien in der ersten Hälfte des 20. Jahrhunderts.

## Ausrichtung und Bedeutung
Der Bochumer Anzeiger war, ohne an eine Partei angebunden zu sein, eher dem sehr nationalkonservativen Lager zuzuordnen. Sie war eine der größeren Bochumer Tageszeitungen.

## Geschichte
Ab dem 22. November 1893 kam der Bochumer Anzeiger auf den Zeitungsmarkt. Der Untertitel lautete „General Anzeiger für Bochum und umliegende Industriebezirke ; unparteiisches Organ“. Die Druckerei Adolf Stumpf & Cie. war der Herausgeber. Schon 1895 übernahm die Firma Dietrichs & Co die Zeitung, welche seit 1905 unter dem Namen Laupenmühlen & Dierichs firmierte.

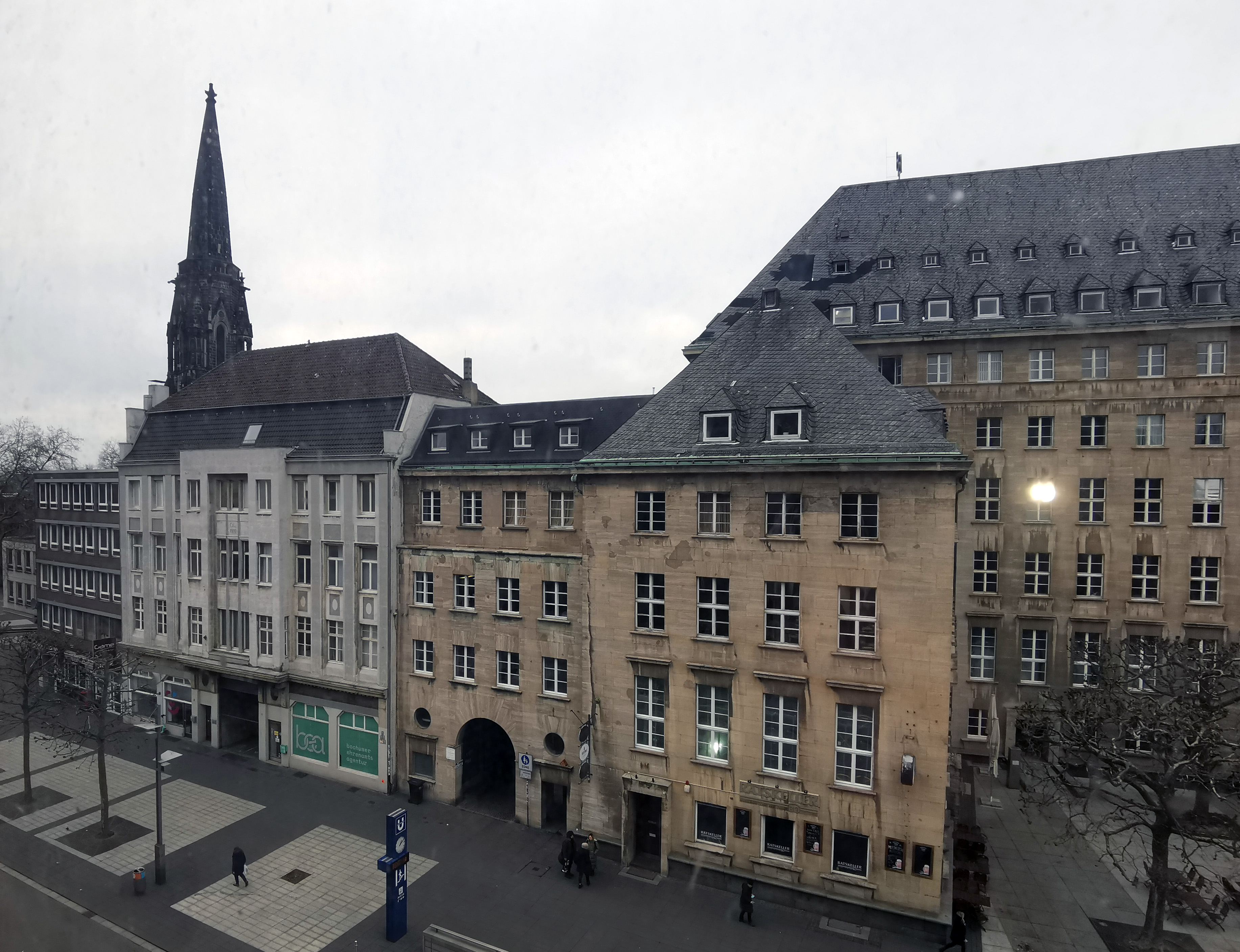
Ehemaliges Haus des Bochumer Anzeigers (weißes Haus).

Für die Zeitung wurde im Jahre 1909 ein Verwaltungsgebäude an der Alleestraße 8 (heute Willy-Brandt-Platz 8) in unmittelbarer Nähe des damaligen Bochumer Rathauses errichtet. Das von Hans Kunz geplante Gebäude ist heute noch erhalten. Im Jahr 1920 verschmolz der Märkische Sprecher mit dem Bochumer Anzeiger.
Bei kommunistischen Unruhen 1923 wurde der Bochumer Anzeiger und die Westfälische Volkszeitungen geplündert. Am nächsten Tag verkündete das sozialdemokratische Volksblatt lakonisch: „Die bürgerlichen Zeitungen erscheinen heute nicht.“
Im Jahre 1929 übernahm Paul Dierichs von seinem Vater die Position des Chefredakteurs. Durch seine Drucktype und sein übersichtliches Layout zeigt sich der Bochumer Anzeiger als moderne Zeitung seiner Zeit.

Anzeige zur Frontausgabe.

Nach der Machtübergabe an die Nationalsozialisten erschien die Zeitung weiter. Allerdings wurde bei der Bücherverbrennung am 9. Juni 1933 auf dem Kaiser-Friedrich-Platz die Ausgaben des Bochumer Anzeigers bis zum 30. Januar 1933 verbrannt. In einer Rede wurde gesagt, dass der Bochumer Anzeiger „… in fetter Spießbürgerlichkeit zu feige war, auch nur ein einziges Mal in den Jahren des Kampfes um die Macht für das erwachende Deutschland eine Lanze zu brechen.“
Im Mai 1939 wurde das Unternehmen als Nationalsozialistischer Musterbetrieb ausgezeichnet. Bis 1942 erschien eine Sonderausgabe „Bochumer Anzeiger im Kriege“ für die zum Militärdienst eingezogenen Mitarbeiter und Verlagsbesitzer (Herr Laupenmühlen als Major, Herr Dierichs als Leutnant in der Ausgabe vom 14. September 1939) des Bochumer Anzeigers. Die Zeitung wurde am Tag des Einmarsches der US-Amerikaner in Bochum, am 10. April 1945, eingestellt.
Nach dem Zweiten Weltkrieg wurde das Erscheinen der Zeitschrift verboten. Daher wurden die Druckerpresse und die Abonnentenkartei an die ab dem 3. April 1948 erscheinende Westdeutschen Allgemeinen Zeitung verkauft, welche die ersten Jahre in Bochum gedruckt wurde. Bis heute hat sich der Name Bochumer Anzeiger als Untertitel für den Bochumer Lokalteil der Westdeutschen Allgemeinen Zeitung erhalten.

## Verfügbarkeit
Die Jahrgänge 1914 bis 1944 sind mit Lücken beim Stadtarchiv Bochum zugänglich. Die Ausgaben von 1929 bis 1944 sind auch online im Zeitungsportal NRW nachzulesen.